# Villiers-Couture
Villiers-Couture är en kommun i departementet Charente-Maritime i regionen Nouvelle-Aquitaine i västra Frankrike. Kommunen ligger  i kantonen Aulnay som ligger i arrondissementet Saint-Jean-d'Angély. År 2022 hade Villiers-Couture 108 invånare.

## Befolkningsutveckling
Antalet invånare i kommunen Villiers-Couture
Referens:INSEE